# Bitwa pod Mołodecznem (1919)

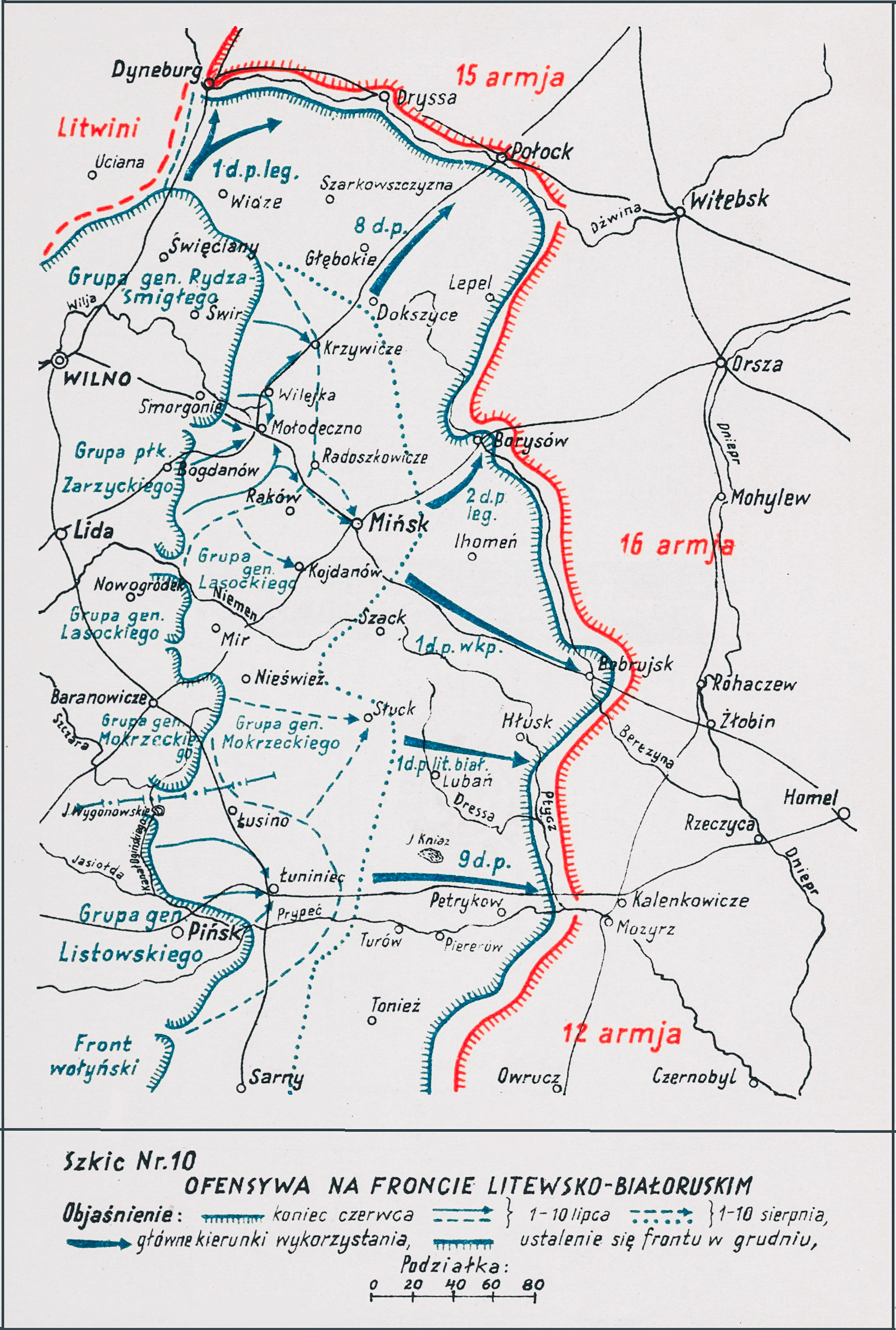
Adam Przybylski,
Wojna Polska 1918–1921

Bitwa pod Mołodecznem – walki 2 Dywizji Piechoty Legionów gen. Bolesława Roi z oddziałami sowieckimi toczone w pierwszym roku wojny polsko-bolszewickiej.

## Geneza
W pierwszych miesiącach 1919, na wschodnich krańcach odradzającej się Rzeczypospolitej, stacjonowały jeszcze wojska niemieckie Ober-Ostu. Ich ewakuacja powodowała, że opuszczane przez nie tereny od wschodu zajmowała Armia Czerwona. Jednocześnie od zachodu podchodziły oddziały Wojska Polskiego. W lutym 1919 jednostki polskie weszły w kontakt bojowy z oddziałami Armii Czerwonej. Rozpoczęła się nigdy nie wypowiedziana wojna polsko-bolszewicka. 
16 kwietnia Naczelny Wódz Józef Piłsudski rozpoczął operację wileńską. Doprowadziła ona nie tylko do zajęcia Wilna, ale i do znacznego przesunięcia linii frontu na północ i wschód. 
Wskutek zarządzenia pogotowia bojowego przeciwko Niemcom, w maju i czerwcu front przeciwsowiecki pozostawał w defensywie. W czerwcu w Naczelnym Dowództwie WP trwały jedynie wstępne prace nad przygotowaniem ofensywy na Mińsk. Utworzono między innymi Front Litewsko-Białoruski pod dowództwem gen. Stanisława Szeptyckiego. Grupa Poleska stanowiła nadal samodzielny związek taktyczny, podlegający bezpośrednio Naczelnemu Wodzowi. 

## Walczące wojska
| Jednostka                   | Dowódca                 | Podporządkowanie          |
| Wojsko Polskie              |                         |                           |
| 2 Dywizja Piechoty Legionów | gen. Bolesław Roja      | Front Litewsko-Białoruski |
| ⇒ grupa ppłk. Zulaufa       | ppłk Juliusz Zulauf     | 2 DP Leg.                 |
| → dwa bataliony 4 pp Leg.   |                         | grupa ppłk. Zulaufa       |
| → 5/7 pułku ułanów          |                         | grupa ppłk. Zulaufa       |
| ⇒ grupa ppłk. Zarzyckiego   | ppłk Ferdynand Zarzycki | 2 DP Leg.                 |
| → I/2 pp Leg.               | kpt. Emil Czapliński    | grupa ppłk. Zarzyckiego   |
| → II/2 pp Leg.              | por. Jan Sendorek       | grupa ppłk. Zarzyckiego   |
| → III/4 pp Leg.             |                         | grupa ppłk. Zarzyckiego   |
| → kompania 3 pp Leg.        |                         | grupa ppłk. Zarzyckiego   |
| ⇒ grupa mjr. Dąbrowskiego   | mjr Władysław Dąbrowski | 2 DP Leg.                 |
| → 13 pułk ułanów            |                         | grupa mjr. Dąbrowskiego   |
| → 4/7 pułku ułanów          |                         | grupa mjr. Dąbrowskiego   |
| Armia Czerwona              |                         |                           |
| ⇒ oddziały Armii Czerwonej  |                         | Armia Zachodnia           |

## Walki pod Mołodecznem
Mołodeczno było ważnym węzłem komunikacyjnym i etapem w polskiej ofensywie na Mińsk. 1 lipca 1919 wojska Frontu Litewsko-Białoruskiego gen. Stanisława Szeptyckiego rozpoczęły natarcie na Mołodeczno i Wilejkę. Wykonująca główne zadanie 2 Dywizja Piechoty Legionów gen. Bolesława Roji ruszyła do natarcia trzema kolumnami. Grupa północna ppłk. Juliusza Zulaufa w składzie dwa bataliony 4 pp Leg. i 5 szwadron 7 pułku ułanów maszerowała wzdłuż linii kolejowej Lida – Mołodeczno; grupa środkowa ppłk. Ferdynanda Zarzyckiego w składzie 2 pp Leg., IIl/4 pp Leg., kompania szturmowa 3 pp Leg. maszerowała na Wiszniew – Chołchło – Mołodeczno; grupa południowa mjr. Władysława Dąbrowskiego wykonywała rajd w składzie 13 pułk ułanów i 4 szwadron 7 pułku ułanów. 
W drodze do obiektu ataku kolumny łamały opór mniejszych grup nieprzyjaciela. Już 1 lipca I/2 pp Leg. wraz z III/ 4 pp Leg. oraz kompanią szturmową zdobył Wołożyn. Następnego dnia I/2 pp Leg. zmiótł pod Gonczarami dwie sowieckie kompanie strzelców. Pomimo przemęczenia, bataliony atakowały dalej i opanowały Zabrzezie, Dębinę, Dworzyszcze, Czabaje i Gończyce. 1 lipca 13 pułk ułanów zajął stację Olechnowice i zdobył pociąg pancerny. Tym pociągiem szwadron techniczny wyjechał w kierunku Mińska i zniszczył most kolejowy, biorąc do niewoli jego ochronę. Po akcji szwadron powrócił na pozycje wyjściowe. 
Jako pierwsza do Mołodeczna dotarła grupa ppłk. Zulaufa i 3 lipca opanowała miasto. Sowieci wycofali się rozbieżnie: na Połock i na Mińsk.

## Bilans walk
Po zdobyciu Mołodeczna powstała we froncie sowieckim luka i polskie oddziały znalazły się w dogodnym położeniu do kontynuowania akcji oskrzydlającej na Mińsk. Polacy pod Mołodecznem wzięli do niewoli około 1000 jeńców, zdobyli 4 działa i 15 ciężkich karabinów maszynowych.